# Dziewczyna z Brakel
Dziewczyna z Brakel (niem. Dat Mäken von Brakel) – humorystyczna baśń opublikowana przez  braci Grimm w 1815 roku w zbiorze ich Baśni (tom 2, nr 139). 

## Treść[1]
Akcja toczy się w mieście Brakel. Główna bohaterka jest młodą, niezamężną dziewczyną, która modli się w kaplicy do figury świętej Anny, przedstawianej jako kobieta z dzieckiem (młodą Marią). Dziewczyna prosi św. Annę, by pomogła jej poślubić młodzieńca, który się jej podoba. Ukryty za figurą chłopiec (zakrystian), dla kawału mówi kobiecie: "nie dostaniesz go". Wówczas kobieta, sądząc, że powiedziało to dziecko z posągu, skarciła je prosząc, by mówiła matka.